# Guillermo Cochez
Guillermo Alberto Cochez Farrugia (Ciudad de Panamá, Panamá 21 de septiembre de 1945) es un abogado y político panameño. Ejerció varios cargos públicos como legislador, alcalde del distrito de Panamá y embajador de Panamá ante la Organización de los Estados Americanos en Washington, D.C.

## Biografía
Realizó sus estudios primarios y secundarios en el Colegio La Salle donde obtuvo el título de Bachiller en Ciencias y Letras. Se graduó como licenciado en Derecho y Ciencias Políticas de la Universidad de Panamá en 1971 y en 1972 estudió su maestría en la Escuela de Leyes de la Universidad de Tulane, obteniendo la especialización en Derecho Civil. Está casado con Tatiana Padilla Gordón y tiene cuatro hijos Edna Beatriz, María Raquel, José Ricardo y Luis Guillermo Cochez West.

## Vida profesional
A su regreso a Panamá luego de culminar sus estudios de maestría, se dedicó a la abogacía y fundó su firma forense “Cochez-Martínez y Asociados”, especializada en el litigio y el arbitraje. Adicionalmente, durante los últimos 34 años, ha sido profesor de Derecho en la Universidad de Panamá. Además fue profesor conferencista invitado a Johns Hopkins University, Smith College, Tulane University, The council of Foreign relations, The America’s Society, Universidad de Costa Rica, George Mason University, La Salle University y The combined Arms Center in Fort Leavenorth, entre otros.
Fue representante en Panamá del Comité Internacional para las Migraciones Europeas (CIME)(1975-1977); Árbitro del Centro de Arbitraje y Mediación de Panamá (2002); Consultor ad honorem de la Superintendencia de Bancos de Panamá (2008); Productor de varios programas de radio y televisión.

## Vida política
Desempeñó como legislador (diputado) por el Partido Demócrata Cristiano (1984-1989 y 1991-1994); fue secretario general (1978-1982) y vicepresidente del partido (1978-1982). Fue nombrado alcalde del distrito de Panamá por el presidente Guillermo Endara Galimany, tras la invasión de los Estados Unidos en 1989, que derrocó la dictadura militar de Manuel Antonio Noriega.
En 2008 se convirtió en vocero de la campaña presidencial de Ricardo Martinelli, y cuando asumió éste como presidente en 2009, Cochez fue nombrado como Embajador y Representante Permanente de Panamá ante la Organización de los Estados Americanos, en Washington, D.C. Mantuvo el cargo hasta enero de 2013, cuando fue destituido por el gobierno al emitir fuertes declaraciones contra el gobierno venezolano, revelando su postura antichavista.
El 20 de noviembre de 2014 escribió una carta en el periódico El País de España defendiendo al exasambleísta Galo Lara, acusado como cómplice intelectual del homicidio de una familia en Ecuador, hecho por el que fue extraditado.

## Publicaciones
Publicó en 2004 el libro Nociones en Derecho Comercial el cual es utilizado para dictar el curso de Derecho comercial en la Universidad de Panamá, y en el 2009 publica su autobiografía política Las montañas si se mueven, además de ser columnista en varios periódicos nacionales e internacionales. En agosto de 2017, con el `prólogo del expresidente de la República de Panamá, Ernesto Pérez Balladares, publicó "Imprudencias de un Diplomático Inconveniente", que narra sus experiencias como representante de Panamá en la Organización de Estados Americanos en Washington.

## Honores
En diciembre de 2011, con la aprobación de la Presidenta de Costa Rica, ingeniero Laura Chinchilla, el Ministerio de Relaciones Exteriores de Costa Rica le otorgó en San José, Costa Rica, la “Orden Nacional Juan Mora Fernández en el grado de Gran Cruz de Plata y en mayo de 2012 el exilio venezolano en Miami le otorgó la Condecoración “La Orden del Exilio Rómulo Betancourt”.
En febrero de 2019, junto con el Secretario General de la OEA, Luis Almagro, y el exembajador de Venezuela en la ONU, le confirieron en México el Premio Rómulo Betancourt por la Diplomacia Democrática.